# Goldisthal-Oberbecken
Das Goldisthal-Oberbecken ist das Oberbecken des Pumpspeicherkraftwerks Goldisthal. Es wurde im August 2002 von der Vattenfall Europe AG in Betrieb genommen und liegt bei Goldisthal in der Nähe von Neuhaus am Rennweg in Thüringen auf dem Großen Farmdenkopf.
Mit seinem Nutzinhalt von rund 12 Mio. m³ kann es das Pumpspeicherwerk im Volllastbetrieb aller vier Turbinen acht Stunden lang mit Wasser versorgen.

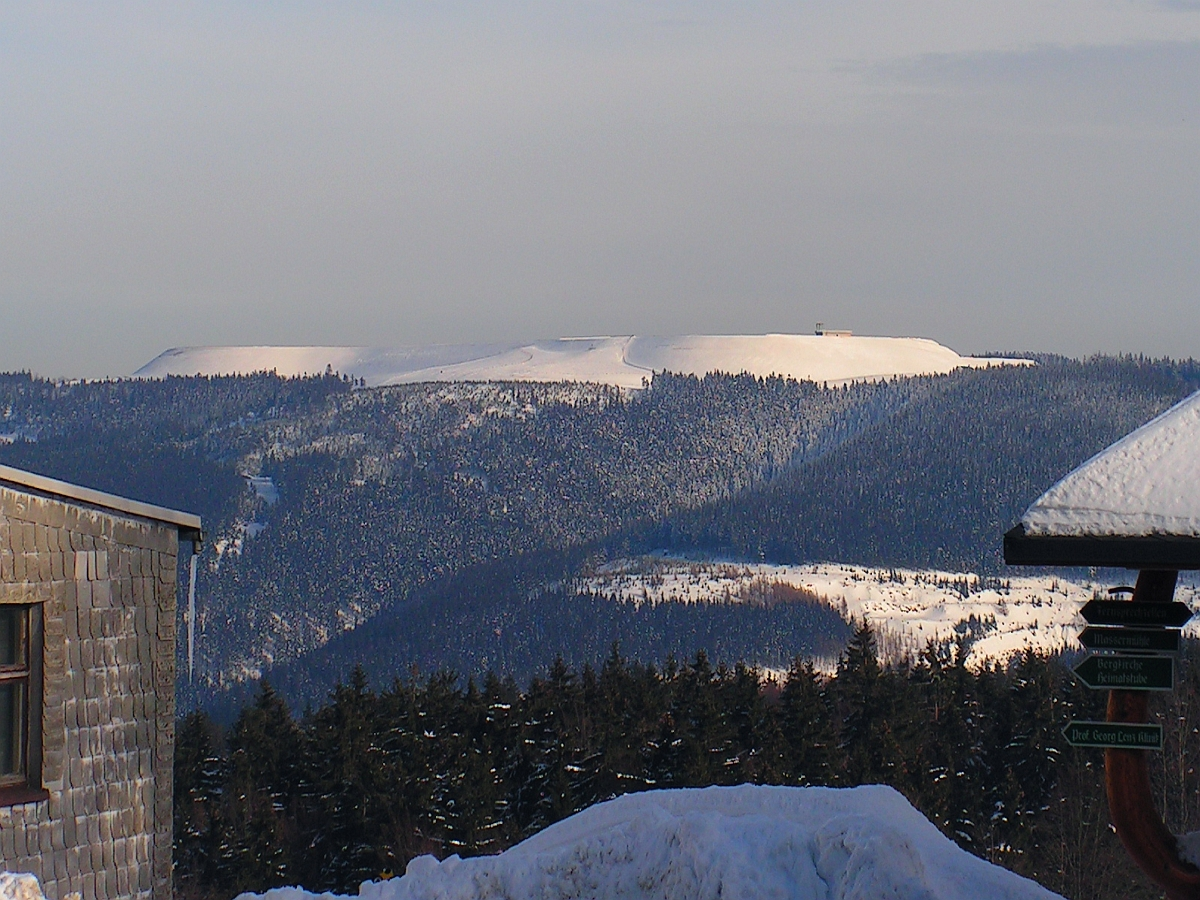
Ausblick von Masserberg auf das Oberbecken vom Pumpspeicherkraftwerk Goldisthal (2005)

Der Ringdamm des Beckens, für den der Gipfel des Berges abgetragen und als Baumaterial verwendet wurde, ist ein Steinschüttdamm. Die durchschnittliche Dammhöhe beträgt 40 Meter, allerdings variiert die Schütthöhe je nach Gelände zwischen 11 und 75 Metern. Ein 50 Meter hohes Einlaufbauwerk ist in den Ringdamm integriert. Es ist im Fels auf Phycodenschiefer gegründet.
Zu den Stauanlagen des PSW Goldisthal gehören weiterhin: das Goldisthal-Unterbecken und dessen Vorsperre Gräftiegelsperre.